# Konradin Westpfahl
Konradin Westpfahl (* 28. Juni 1926 in Stettin; † 4. Dezember 1994 in Freiburg im Breisgau) war ein deutscher Physiker.

## Werdegang
Westpfahl wurde als zweites Kind des Malers Conrad Westpfahl und der Schriftstellerin Inge Westpfahl 1926 in Stettin geboren. Die Familie emigrierte 1934 nach Griechenland. Dort besuchte Konradin Westpfahl die Deutsche Schule Athen. Im Herbst 1939 kehrte die Familie nach München zurück. Westpfahl legte 1945 an der Ruprecht-Oberrealschule in München die Reifeprüfung ab.
1945 begann er ein Studium der Physik an der Technischen Universität München, wo er 1950 seine Diplomprüfung ablegte und 1954 mit einer Arbeit „Über Stoßmoleküle in Hochdruckplasmen“ promoviert wurde. Sein akademischer Lehrer war Gerhard Hettner, Leiter des Instituts für Theoretische Physik, wo Forschung in Quantenstatistik, Thermodynamik, Festkörperphysik, Molekularoptik und Plasmaphysik betrieben wurde.

## Forschung
Westphal erhielt 1954 ein Stipendium der Deutschen Forschungsgemeinschaft (DFG) als Assistent von Helmut Hönl in Freiburg zur Fortsetzung der Arbeit zur strengen Beugungstheorie, insbesondere zum Vergleich der bekannten Methoden untereinander. Westpfahl unterstützte Helmut Hönl und August-Wilhelm Maue (1909–1969) beim Artikel zur Beugungstheorie in der Enzyklopädie der Physik. Hönl hatte 1952 „Eine strenge Formulierung des klassischen Beugungsproblems“ vorgelegt auf der Grundlage von Henri Poincarés und Arnold Sommerfelds Formulierungen der Beugung als Randwertaufgabe. Sommerfeld verfasste darüber 1895 seine Habilitationsschrift unter Felix Klein.
Westpfahls Zusammenarbeit mit Hönl wurde mit einem Beitrag über die Theorie der Beugung in der Festschrift für Max Planck zum 100. Geburtstag fortgesetzt. Vor dem Hintergrund der Zusammenarbeit mit Hönl wurde Westpfahl im Juni 1956 für das Fach Theoretische Physik an der Naturwissenschaftlich-Mathematischen Fakultät in Freiburg mit der Arbeit Theorie der Beugung skalarer und elektromagnetischer Wellenfelder mittels Integralgleichungen habilitiert. Sein Habilitationsvortrag ging über Das Mach’sche Prinzip und die allgemeine Relativitätstheorie.
Er führte die Theorie der Beugung zusammen mit Ernst Lüneburg und Hans-Hermann Witte fort. Die Arbeiten behandeln die Beugung an einer Kreisblende und an einem unendlich ausgedehnten Gitter mit gleicher Streifenbreite und Streifenabstand. Sie sind in der Serie Zur Theorie einer Klasse von Beugungsproblemen mittels singulärer Integralgleichungen I-VII (1959–75) veröffentlicht.
Neben der Theorie der Beugung arbeitete Westpfahl mit Helmut Hönl und Heinz Dehne zu Themen der allgemeinen Relativitätstheorie. Hönl und Dehne befassten sich in den 60er Jahren mit der Stellung des Machschen Prinzips in der allgemeinen Relativitätstheorie. Aus den Erfahrungen der Theorie der Beugung elektromagnetischer Wellen und den Arbeiten zur allgemeinen Relativitätstheorie entstand für Westpfahl das neue Arbeitsfeld der relativistischen Bewegungsprobleme: Teilchenbewegung und zugehörige Gravitationsstrahlung mit deren Rückwirkung auf das Teilchen selbst.
Das Arbeitsgebiet der relativistischen Bewegungsprobleme betraf insbesondere das klassische Modell des Punktteilchens von Helmut Hönl und Achille Papaterou. Im Rahmen der speziellen Relativitätstheorie zeigt es eine weitgehende Analogie zum Diracschen Elektron, das eine quantenmechanische Theorie darstellt. Seine inneren Freiheitsgrade entsprechen dem quantentheoretischen Spin, weshalb das Teilchenmodell als „Spinteilchen“ bezeichnet wird. Seine inneren Freiheitsgrade führen zu einer willkürlichen Bewegung des Teilchenorts – entgegen der Trägheitsbewegung des Massenschwerpunkts. Diese klassische „Zitterbewegung“ ist analog zu Diracs Zitterbewegung. Diese Zitterbewegung führt zur Aussendung von Gravitationswellen. Die Wechselwirkung von Teilchenbewegung, Emission von Strahlung und deren Rückwirkung auf das Teilchen hat Westpfahl in seinem Arbeitsprogramm „Relativistische Bewegungsprobleme“ eingehend untersucht.

## Schriften (Auswahl)
- Über Stoßmoleküle in Hochdruckpasmen. Dissertation. München 1954. DNB 480533458
- mit Helmut Hönl, August-Wilhelm Maue: Teorija difrakeii. Theorie der Beugung (russ.). Izd. Mir, Moskau 1964 (d-nb.info – Erschien dt. in: Handbuch d. Physik. Bd. 25, 1).
- Untersuchung von Geiger-Müller Zählrohren mit Röntgenimpulsen. In: Annalen der Physik vol. 446, Nr. 2–3, 1952, S. 175–180.
- Wirkungsquerschnitt und „Sammlungsvermögen“ einer Potentialschale in einem Teilchenstrom. In: Zeitschrift für Physik vol. 140, Nr. 4/1955, S. 414–431.
- mit R. Müller: Eine strenge Behandlung der Beugung elektromagnetischer Wellen am Spalt. In: Zeitschrift für Physik vol. 134, Nr. 3, 1953, S. 245–263.
- Zur strengen Theorie der Beugung elektromagnetischer Wellen an ebenen Schirmen. In: Zeitschrift für Physik  vol. 141, Nr. 3, 6/1955, S. 354–373.
- Besprechungen von Franz, W.: Theorie der Beugung elektromagnetischer Wellen. In: Die Naturwissenschaften vol. 45 Nr. 21, 1958, S. 526–528.
- mit H. Hönl: Fortentwicklung der Kirchhoffschen Beugungstheorie zu einer strengen Theorie. In: Max-Planck-Festschrift 1958, Deutscher Verlag der Wissenschaften, Berlin 1959, S. 35–64.
- mit H. Hönl, A.-W. Maue: Theorie der Beugung. In: S. Flügge (Hrsg.): Encyclopedia of Physics Vol. XXV/1, 245-573, Springer, Berlin 1961.
- Zur Theorie einer Klasse von Beugungsproblemen mittels singulärer Integralgleichun-gen. I Teil A. „Klassische“ Beugungsprobleme. In: Annalen der Physik vol. 459, Nr. 6–8, 1959, S. 283–351.
- mit H.H. Witte: Zur Theorie einer Klasse von Beugungsproblemen mittels singulärer Integralgleichungen. II Beugung skalarer hochfrequenter Wellen an einer Kreisblende. In: Annalen der Physik vol. 20, 1967, S. 14–28.
- mit E. Lüneburg: Zur Theorie einer Klasse von Beugungsproblemen mittels singulärer Integralgleichungen. III Beugung am Streifen: Hochfrequenz-Asymptotik und KLEINMANsche Lösung. In: Annalen der Physik vol. 476, Nr. 1–2, 1968, S. 12–25.
- mit H.H. Witte: Zur Theorie einer Klasse von Beugungsproblemen mittels singulärer Integralgleichungen. IV Hochfrequente Schallbeugung an der Kreisblende: numerische Ergebnisse. In: Annalen der Physik  25, 1970, S. 375–382.
- mit H. H. Witte: Zur Theorie einer Klasse von Beugungsproblemen mittels singulärer Integralgleichungen. V Hochfrequenz-Beugung ebener elektromagnetischer Wellen an einer ideal leitenden Kreisblende. In: Annalen der Physik vol. 26, Nr. 2, 1971, S. 103–120.
- mit E. Lüneburg: Diffraction Theory by Means of Singular Integral Equations. VI Diffraction of plane waves by an infinite strip grating. In: Annalen der Physik vol. 482, Nr. 3, 1971, S. 257–288
- mit E. Lüneburg: Diffraction Theory by Means of Singular Integral Equations. VII Uni-form High-Frequency Asymptotics for the Diffraction of Plane Waves by a Slit. In: Annalen der Physik vol. 487, Nr. 3, 1975, S. 166–190.
- mit H. Dehnen, H. Hönl: Ein heuristischer Zugang zur allgemeinen Relativitätstheorie. In: Annalen der Physik vol. 461, Nr. 7, 1960, S. 370–406.
- mit H. Dehnen, H. Hönl: Über die Unabhängigkeit der Sommerfeldschen Feinstrukturkon-stanten vom Gravitationsfeld. In: Zeitschrift für Physik vol. 164, no. 5/1961, S. 483–489.
- mit H. Goenner, U. Gralewski: Gravitative Selbstkräfte und Strahlungsverluste klassischer Spinteilchen (erste Näherung). In: Zeitschrift für Physik  207, 1967, S. 186–208 und Fortschritte der Physik, vol. 15 Nr. 4, 1967, S. 309–331.
- Relativistische Bewegungsprobleme. I, Das freie Spinteilchen. In: Annalen der Physik vol. 475, Nr. 3-4, 1967, S. 113–135.
- mit H. Gönner: Relativistische Bewegungsprobleme. II Der starre Rotator. In: Annalen der Physik (7)20, 1967, S. 230–240.
- Relativistische Bewegungsprobleme. III Das Spinteilchen in äußeren MAXWELL-Feldern. In: Annalen der Physik vol. 475, Nr. 5-6, 1967, S. 241–251.
- mit H. Römer: Relativistische Bewegungsprobleme. IV Rotator-Spinteilchen in schwachen Gravitationsfeldern. In: Annalen der Physik vol. 477, Nr. 1, 1969, S. 264–276.
- Relativistische Bewegungsprobleme. V Zur allgemein‐relativistischen Dynamik klassischer Spinteilchen. In: Annalen der Physik vol. 477, Nr. 7–8, 1969, S. 345–360.
- Relativistische Bewegungsprobleme. VI. Rotator-Spinteilchen und allgemeine Relativitätstheorie. In: Annalen der Physik vol. 477, 1969, S. 361–371.
- mit H. Gönner: Relativistische Bewegungsprobleme VII. Elektrodynamische Selbstkräfte und Strahlungsverluste klassischer Spinteilchen. In: Annalen der Physik (7)24, 1969, S. 5–29.
- mit F. Bennewitz: Selbstwechselwirkung von Gravitationsfeldern schnell bewegter Pol-Dipolquellen. In: Communications in Mathematical Physics vol. 23, Nr. 4/1971, S. 296–318.
- mit H. Hoyler: Gravitationalbremsstrahlung in post-linear fast-motion approximation. In: Lettere Al Nuovo Cimento Reihe 2, 1980.
- mit M. Goller: Gravitational scattering of two relativistic particles in post-linear approximation. In: Lettere al Nuovo Cimento vol. 26, Nr. 17, Dezember 1979, S. 573–576.
- mit M. Goller: Relativistic free-fall motion of a point charge in a weak gravitational field. In: Lettere Al Nuovo Cimento Reihe 2, vol. 27, Nr. 6, Februar 1980, S. 161–168.
- High-Speed Scattering of Charged and Uncharged Particles in General Relativity. In: Fortschritte der Physik/Progress of Physics vol. 33, Nr. 8. 1985, S. 417–493.
- mit R. Möhles, H. Simonis: Energy-momentum conservation for gravitational two-body scattering in the post-linear approximation. In: Classical and Quantum Gravity vol. 4, Nr. 5 1987, L185–L188.